# Mesoleptus gracilis
Mesoleptus gracilis là một loài tò vò trong họ Ichneumonidae.